# Microprosopa lineata
Microprosopa lineata är en tvåvingeart som först beskrevs av Zetterstedt 1838.  Microprosopa lineata ingår i släktet Microprosopa och familjen kolvflugor. Arten är reproducerande i Sverige. Inga underarter finns listade i Catalogue of Life.